# Герцик Мирослав Степанович
Герцик Мирослав Степанович (6 грудня 1935 р., Болехів, Івано-Франківська область — 24 вересня 2024, Львів )   — провідний український тренер із веслування, організатор фізкультурно-спортивного руху, почесний ректор Львівського державного університету фізичної культури, член-кореспондент Української Академії наук, відмінник освіти України.

## Біографія
У 1957 році з відзнакою закінчив Львівський державний інститут фізичної культури. Один з найкращих веслярів України 60-х років. Чемпіон СРСР (1962), неодноразовий чемпіон України (1959—1963). Майстер спорту СРСР з веслування на байдарках і каное.
Працював тренером у Львівському спортивному товаристві «Спартак», де започаткував новий для Львова вид спорту — веслування. Тренер збірних команд УРСР та СРСР (1964—1984). Засновник львівської школи веслування. Виховав 9 майстрів спорту міжнародного класу, 48 майстрів спорту, серед них чемпіони України, СРСР, Європи, світу, з який найтитулованіші — Василь Береза, Роман Вишенко, Іван Ковальчук, Павло Редько, Роман Карбівник, Іван Хрущак, Валентина Примак, Сильвестр Дмитрів, Роман Нагірний, Богдан Мороз. 12 його учнів стали Заслуженими тренерами України і СРСР.
У 1963—1969 рр. успішно працював головою Львівського міського комітету з фізичної культури і спорту, в 1990—1992 рр. — головою Львівського обласного спортивного комітету, де з його ініціативи було введено і апробовано нові форми організації фізкультурно-спортивного руху.
У 1990 році був одним з організаторів створення Української Спортивної Асоціації на Львівщині.
Був одним з ініціаторів і засновників, а згодом віце-президентом Національного Олімпійського Комітету України (1990—1999 рр.). Учасник міжнародної естафети олімпійського вогню (Київ, 2004).
У 1992 — 2006 роках — ректор Львівського державного університету фізичної культури. Автор понад 30 наукових праць з проблем фізичного виховання та спорту, автор підручника «Вступ до спеціальностей галузі фізичної культури і спорту», співавтор видання «Золоті сторінки олімпійського спорту України».
З 1997 року очолює гуманітарну секцію відділення фізичної культури Української Академії наук, є членом Львівського обласного товариства «Просвіта».
Бере активну участь в суспільно-політичному житті. Нагороджений орденом «За заслуги» III ступеня (2005), медаллю «Будівничий України» Всеукраїнського товариства «Просвіта» (2001).
Протягом 30 березня 2009 -- 1 жовтня 2010 року працював головою Відділення Національного олімпійського комітету України у Львівській області.
Автор понад 60 наукових праць.
24 вересня 2024 року помер у Львові на 88 році життя.

## Відзнаки
- Заслужений тренер України (1967);
- «Відмінник освіти України» (1997);
- Почесна відзнака Національного олімпійського комітету України (2001);
- Медаль «Будівничий України» Всеукраїнського товариства «Просвіта» (2001);
- Відзнака Європейського олімпійського комітету (2002);
- Орден «За заслуги» III ступеня (2005);
- Почесна відзнака Кабінету Міністрів України;
- Нагрудний знак «Петро Могила» (2006);
- Почесна відзнака імені професора Івана Боберського (2011)[2];
- Відзнака Президента України — ювілейна медаль «20 років незалежності України» (19 серпня 2011)[4]
- Номінований до зали слави Музею українського спорту США та нагороджений почесною відзнакою №7 товариства «Україна-Світ» (2019).

## Основні праці
- Вступ до спеціальностей галузі "Фізичне виховання і спорт ": Підручник Харків: ОВС, 2005. — 240 с. (у співавт.)
- Вступ до спеціальностей галузі «Фізичне виховання і спорт»: Програма навчальної дисципліни для вищих закладів освіти. Л., 2001. — 48 с.
- Особливості української спортивної термінолексики в середовищі української західної діаспори // Тези доповідей 3-ї Міжнародної наукової конференції " Проблеми української науково — технічної термінології " — Львів, 1994. — С.172-173. (у співавт.)
- Роль спортивно-гімнастичного руху в процесах національного виховання в Західній Україні на початку XX століття. // Актуальні проблеми національного виховання студентської молоді: Матеріали регіональної науково-методичної конференції 22-23 грудня 1994 р. — Івано-Франківськ, 1995. — С.55-56. (у співавт.)
- Українська інтелігенція та проблеми національної фізичної культури // Тези міжнародної наукової конференції " Національна еліта та інтелектуальний потенціал України (18-20 квітня 1996 р.). — Львів, 1996. — С.98-99. (у співавт.)
- Традиції національної фізичної культури та українська еліта. // Матеріали Всеукраїнської наукової конференції, присвяченої 40-річчю факультету фізичного виховання ТДПІ «Оптимізація процесу фізичного виховання в системі освіти» 30-31 травня 1997 р. — Київ; Тернопіль, 1997. — С. 3-4. (у співавт.)
- До питання понятійного тлумачення спеціалізованих термінів в освітньо-професійній сфері фізичної реабілітації // Фізичне виховання, спорт і культура здоров'я в сучасному суспільстві: Збірник наукових праць Волинського державного університету імені Лесі Українки: Луцьк, 2005. — С. 13-15.